# Chramesus
Chramesus är ett släkte av skalbaggar. Chramesus ingår i familjen vivlar.

## Dottertaxa tillChramesus, i alfabetisk ordning[1]
- Chramesus aberrans
- Chramesus acacicolens
- Chramesus acuteclavatus
- Chramesus advena
- Chramesus annectens
- Chramesus aquilus
- Chramesus argentinensis
- Chramesus asperatus
- Chramesus aspericollis
- Chramesus asperulus
- Chramesus atkinsoni
- Chramesus badius
- Chramesus barbatus
- Chramesus bicolor
- Chramesus bispinus
- Chramesus bolivianus
- Chramesus brasiliensis
- Chramesus brevisetosus
- Chramesus canus
- Chramesus cecropiae
- Chramesus chapuisi
- Chramesus corniger
- Chramesus corumbensis
- Chramesus crenatus
- Chramesus cristatus
- Chramesus cylindricus
- Chramesus demissus
- Chramesus dentatus
- Chramesus denticulatus
- Chramesus dentipes
- Chramesus deplanatus
- Chramesus disparilis
- Chramesus editus
- Chramesus erinaceus
- Chramesus eurypterus
- Chramesus exilis
- Chramesus exul
- Chramesus gibber
- Chramesus globosus
- Chramesus globulus
- Chramesus gracilis
- Chramesus granulatus
- Chramesus granulipennis
- Chramesus hicoriae
- Chramesus hylurgoides
- Chramesus impolitus
- Chramesus imporcatus
- Chramesus incomptus
- Chramesus ingens
- Chramesus macrocornis
- Chramesus marginatus
- Chramesus mexicanus
- Chramesus microporosus
- Chramesus mimosae
- Chramesus minor
- Chramesus minulus
- Chramesus neglectus
- Chramesus nitidus
- Chramesus opacicollis
- Chramesus orinocensis
- Chramesus ovalis
- Chramesus panamensis
- Chramesus parcus
- Chramesus peniculus
- Chramesus periosus
- Chramesus peruanus
- Chramesus phloeosinites
- Chramesus phloeotriboides
- Chramesus priscus
- Chramesus pumilus
- Chramesus punctatus
- Chramesus quadridens
- Chramesus robustus
- Chramesus rotundatus
- Chramesus securus
- Chramesus secus
- Chramesus semibrunneus
- Chramesus setiger
- Chramesus setosus
- Chramesus signatipennis
- Chramesus simplicis
- Chramesus solicitatus
- Chramesus spinosus
- Chramesus striatus
- Chramesus strigatus
- Chramesus strigilis
- Chramesus subopacus
- Chramesus subtuberculatus
- Chramesus tibialis
- Chramesus tuberculatus
- Chramesus tumidulus
- Chramesus unicornis
- Chramesus variabilis
- Chramesus variegatus
- Chramesus varius
- Chramesus vastus
- Chramesus vinealis
- Chramesus wisteriae
- Chramesus vitiosus
- Chramesus xalapae
- Chramesus xylophagus